# Nickel(II)-acetat
Nickel(II)-acetat ist das Nickelsalz der Essigsäure und gehört zur Gruppe der Acetate mit der Konstitutionsformel Ni(CH3COO)2.

## Gewinnung und Darstellung
Nickel(II)-acetat kann durch Reaktion von Nickel(II)-carbonat mit Essigsäure hergestellt werden.
{\displaystyle \mathrm {NiCO_{3}+2\ CH_{3}COOH\longrightarrow Ni(CH_{3}COO)_{2}+H_{2}O+CO_{2}\uparrow } }

## Eigenschaften
Nickel(II)-acetat tritt üblicherweise als Tetrahydrat auf. Der Kristallwassergehalt wurde erstmals 1878 von H. Stallo bestimmt. Nickel(II)-acetat-Tetrahydrat kristallisiert im monoklinen Kristallsystem in der Raumgruppe P21/c (Raumgruppen-Nr. 14) mit den Gitterparametern a = 476,4 pm, b = 1177,1 pm, c = 842,5 pm und β = 93,6°. In der Elementarzelle befinden sich zwei Formeleinheiten.
Nickel(II)-acetat-Tetrahydrat beginnt bei ca. 80 °C sein Kristallwasser abzugeben. Beim weiteren Erhitzen entsteht ein wasserfreies basisches Nickel(II)-acetat mit der stöchiometrischen Zusammensetzung 0,86 Ni(CH3COO)2·0,14 Ni(OH)2. Die Zersetzung beginnt bei 250 °C, als Zwischenprodukte entstehen Nickelcarbid und Nickel(II)-carbonat. Die Endprodukte der Zersetzung sind Nickel(II)-oxid und elementares Nickel.

## Verwendung
Nickel(II)-acetat wird zum Beizen von Textilien und für Beschichtungen beim Eloxieren („Sealsalz“) eingesetzt.

## Sicherheit
Nickel(II)-acetat ist als krebserzeugend eingestuft.